# Claus Drexel
Claus Drexel, né le 24 juin 1968, est un scénariste, réalisateur et metteur en scène allemand travaillant majoritairement en France. Ses films ont été nommés pour le prix Louis-Delluc (Au bord du monde) et le César du meilleur film documentaire (America). Au cœur du bois a été récompensé par le grand prix national du FIPADOC 2021. Il a notamment travaillé avec Keir Dullea, André Dussollier, Miou-Miou, Eric Caravaca, Didier Sandre, Ibrahim Maalouf et Catherine Frot.

## Biographie
D'origine bavaroise, Claus Drexel arrive à l'âge de 3 ans à Grenoble, où son père fait de la recherche fondamentale en physique des particules.
Adolescent, il est passionné de sport et notamment de ski alpin qu’il pratique en compétition. Il se passionne aussi pour le football américain, décrochant un titre de champion de France de 2e division avec les Centaures de Grenoble. Il joue ensuite plusieurs saisons en 1re division et fait aujourd'hui partie du Hall of Fame de cette équipe.
Après une scolarité en section internationale et des études scientifiques et techniques à l'université de Grenoble, il s'installe à Paris pour y étudier le cinéma. Il travaille d'abord comme ingénieur du son, monteur et directeur de la photographie, avant de passer à la mise en scène.
Il réalise trois courts métrages : C4 (1996), Max au bloc (1998) et La Divine Inspiration (2000), interprété par Keir Dullea (acteur principal de 2001, l'Odyssée de l'espace).
Son premier long métrage, Affaire de famille, avec André Dussollier et Miou-Miou, sort au cinéma en juin 2008. Le scénario, coécrit avec Claude Scasso, est lauréat des Trophées du Premier Scénario du CNC. Le film remporte plusieurs prix en festivals.
En 2012, il dirige la mise en scène de la Passion selon saint Matthieu de Jean-Sébastien Bach au cirque d'hiver de Paris, avec Didier Sandre dans le rôle de l’évangéliste.
Au bord du monde, son documentaire sur les sans-abri parisiens, est présenté dans la sélection de l’Acid à Cannes en 2013. Le film gagne de nombreux prix dans des festivals, dont celui de la critique internationale (FIPRESCI) à Thessalonique. Il est lauréat du prix La Croix du meilleur documentaire 2014 et est nommé pour le prix Louis-Delluc cette même année. Selon Télérama, il fait partie des « 15 meilleurs films de 2014 ».
Claus Drexel réalise ensuite America, son troisième long métrage, tourné dans un endroit isolé au nord de l'Arizona, pendant l'élection présidentielle américaine de 2016. Le film, dont la bande originale est composée par Ibrahim Maalouf, sort en salles le 14 mars 2018. Il est nommé pour le César du meilleur film documentaire.
En 2019, il tourne Sous les étoiles de Paris, avec Catherine Frot dans le rôle principal. Ce conte moderne raconte la rencontre entre Christine, une femme qui vit sous les ponts de Paris, et Suli, un jeune enfant migrant égaré. La sortie du film est repoussée plusieurs fois à cause de la crise du Covid-19. Il sort finalement le 28 octobre 2020 et reste deux jours à l'affiche avant le second confinement. Il remporte trois prix au 35e Festival international de Fort Lauderdale, en Floride (Meilleur Film international, Meilleure Actrice, prix du Public). Télérama le classe parmi les « 16 meilleurs films de l'année 2020 ».
Au cœur du bois, un documentaire sur la prostitution, principalement trans, au bois de Boulogne, est lauréat du Grand Prix national 2021 du FIPADOC de Biarritz. Il a également remporté le prix du Public du Festival international de Lisbonne IndieLisboa et le prix du Meilleur Long-Métrage français du Champs-Élysées Film Festival. Il sort au cinéma le 8 décembre 2021,.
Son nouveau film, Les Vieux, un documentaire sur les personnes du grand âge en France est sorti au cinéma le 24 avril 2024.

## Autres
Claus Drexel est descendant direct de Martin Luther.
Il est l’arrière-petit-fils et le petit-neveu des peintres munichois Wilhelm et Rudolf Schacht. Il est lui-même peintre et a suivi des cours aux Beaux-Arts de Paris. Il est marié et a quatre enfants.

## Filmographie

### Longs métrages
- 2008 : Affaire de famille
- 2014 : Au bord du monde
- 2018 : America
- 2020 : Sous les étoiles de Paris
- 2021 : Au cœur du bois
- 2024 : Les Vieux

### Courts métrages
- 1996 : C4
- 1998 : Max au bloc
- 2000 : La Divine Inspiration

## Mise en scène musique et opéra
- 2000 : Ephéméra d'Oscar Strasnoy, Musée d'Orsay, Paris
- 2012 : La Passion selon saint Matthieu de Jean-Sébastien Bach, Cirque d'hiver de Paris, Chœur symphonique de Paris
- 2012 : Le Bal d'Oscar Strasnoy, Théâtre du Châtelet, Orchestre national de France, Paris

## Récompenses et distinctions
- 2021 : Grand Prix National du FIPADOC, Au cœur du bois
- 2021 : Prix du Public, Festival International de Lisbonne, IndieLisboa, Au cœur du bois
- 2021 : Meilleur Long-Métrage Français (ex aequo), Champs-Élysées Film Festival, Au cœur du bois
- 2020 : Meilleur film international, Prix du Public, Prix d'interprétation (Catherine Frot), 35e Festival de Fort Lauderdale, USA : Sous les étoiles de Paris
- 2019 : Nomination César du Meilleur Film Documentaire, America
- 2015 : Prix Louis-Delluc, nomination, Au bord du monde
- 2014 : lauréat du prix « La Croix » du meilleur documentaire, Au bord du monde
- 2014 : Prix de la critique internationale (FIPRESCI), festival de Thessalonique, Au bord du monde
- 2014 : Meilleur documentaire, Festival de Nador, Maroc, Au bord du monde
- 2014 : Meilleur documentaire, Festival de Téhéran, Iran, Au bord du monde
- 2008 : lauréat des Trophées du Premier Scénario du CNC, Affaire de famille
- 2008 : meilleur film Européen, 25e Avignon Film Festival, Affaire de famille